# Penjaringan (Dżakarta Północna)
Penjaringan – dzielnica Dżakarty Północnej. 

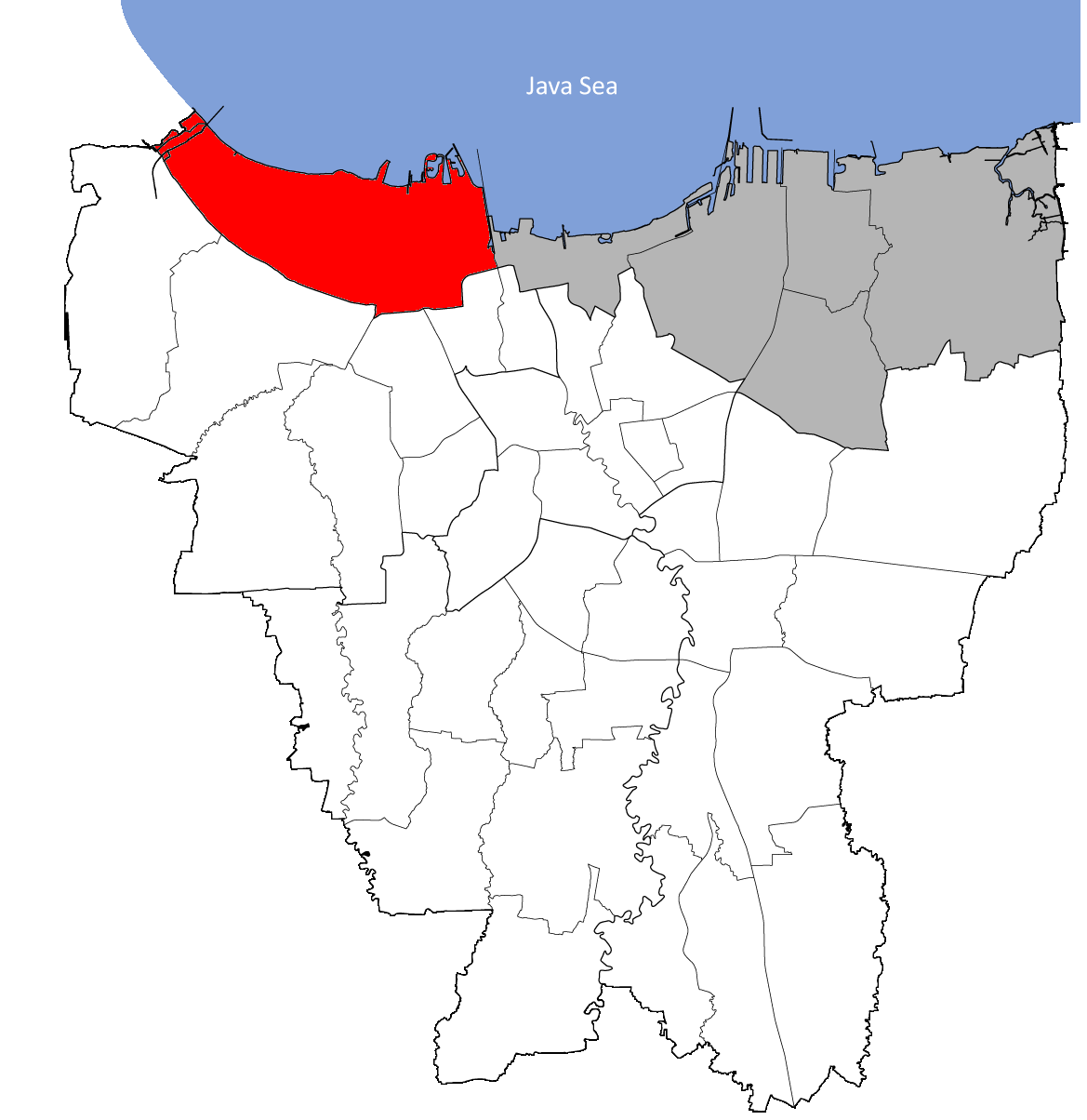
Lokalizacja Penjaringan na mapie Dżakarty

## Podział
W skład dzielnicy wchodzi pięć gmin (kelurahan):
- Penjaringan – kod pocztowy 14440
- Pluit – kod pocztowy 14450
- Pejagalan – kod pocztowy 14450
- Kapuk Muara – kod pocztowy 14460
- Kamal Muara – kod pocztowy 14470